# Mike S. Blueberry
Pour les articles homonymes, voir Blueberry (homonymie).
Mike Steve Blueberry [mɑik stiːv ˈbluˌbɛɹi] né Mike Steve Donovan est un personnage de fiction créé par le scénariste de bande dessinée Jean-Michel Charlier et par le dessinateur Jean Giraud (Gir). Il est le héros des séries B.D. Blueberry, La Jeunesse de Blueberry, Marshall Blueberry et Mister Blueberry.

## Portrait physique et moral
Le physique du personnage a évolué au cours de la série. Dans les premiers albums, il est inspiré de celui de Jean-Paul Belmondo, puis Giraud prend comme modèles, selon les albums, d'autres acteurs et personnalités : Charles Bronson, Clint Eastwood, Arnold Schwarzenegger[réf. nécessaire], Vincent Cassel ou encore Keith Richards. Il les affuble systématiquement d'un nez cassé et d'une chevelure sombre ébouriffée, "à la Mike Brant", deux des caractéristiques physiques incontournables du personnage. Il est par ailleurs de taille moyenne, svelte et athlétique.
Contrairement à d'autres héros de bande dessinée, on peut voir Blueberry vieillir au fil des épisodes de la série. À partir de l'album La Tribu fantôme, il est ainsi affublé de tempes grisonnantes, même si elles sont plus ou moins marquées selon les vignettes. Dans les albums du cycle sur Tombstone (Blueberry est alors censé avoir 38 ans), son visage apparait plus creusé, osseux, marqué.
Dès le départ, Blueberry est présenté comme un anti-héros, le contraire d'un personnage lisse, un héros traditionnel à la Buck Danny (autre création de Charlier). Dès les premières pages de Fort Navajo, il apparait débraillé et trichant au poker (il s'en vante lui-même). Dans le même album, le colonel Dickson lit à haute voix un extrait de son dossier militaire, qui caractérise bien le personnage : buveur, joueur, tricheur, indiscipliné, bagarreur, rouspéteur, insolent… Mais malgré tout avec des états de service exceptionnels pendant la guerre civile! Tête brûlée, toujours décontracté, volontiers cynique, souvent hirsute et mal rasé, Blueberry n'en reste pas moins un héros : il ignore la peur, il fait passer l'honneur, l'amitié, le respect de la parole donnée avant tout, il risque sa vie sans sourciller pour défendre les bonnes causes. Certains aspects de sa moralité semblent contradictoires : toujours prêt à sympathiser avec la cause indienne, il a parfois des attitudes ou des réflexions qui frisent le racisme vis-à-vis des Mexicains[non neutre] (traités le plus souvent "d'abrutis" et de "pouilleux" !)[réf. nécessaire].
Au fil des albums, la personnalité de Blueberry évolue elle aussi. À partir du cycle du trésor confédéré (mais cette tendance est déjà nette dans les deux albums précédents, La Mine de l'Allemand perdu et Le Spectre aux balles d'or), il devient de plus en plus cynique, désabusé et âpre au gain. Il laisse transparaître aussi des sentiments inconnus jusqu'alors (comme sa haine envers Kelly dans La Dernière carte). Dans le cycle sur Tombstone (4 albums), il apparaît étrangement passif, presque indifférent aux drames qui se jouent autour de lui, si ce n'est sous forme de flashbacks pour raconter des événements vieux de 15 ans.
C'est un tireur d'élite, aussi bien au revolver qu'au fusil ou à la carabine. Il parle couramment l'espagnol et semble avoir gardé de son passage au collège des jésuites de La Nouvelle-Orléans quelques rudiments de français. C'est un fumeur invétéré, amateur de cigarillos qui ne sont pas sans rappeler ceux de Clint Eastwood dans ses westerns-spaghettis. Dans plusieurs albums, on le voit jouer du clairon et à l'occasion gratter une guitare.
Le surnom "Nez cassé" que lui donnent les indiens lui est attribué pour la première fois par Cochise dans l'album La Piste des Navajos (1968, planche 4) et sera même réutilisé comme titre d'un album en 1980. L'origine du nez brisé de Blueberry est racontée dans la courte histoire Double jeu parue dans le Super Pocket Pilote No 9 daté du 29.10.1970, reprise dans l'album Cavalier bleu (1979).

## Biographie fictive

### L'héritier de Red Wood Grove
Mike Steve Donovan est né le 30 octobre 1843, à la plantation Red Wood, près d'Augusta, en Géorgie.
Sa mère, Cynthia Donovan, est une créole, descendante d'une ancienne famille française de Louisiane. On murmurait alors qu'elle était la fille naturelle du pirate Jean Laffitte, pour qui, naguère, sa mère aurait eu de coupables bontés… Toujours est-il qu'elle meurt cette année-là, en mettant au monde ce robuste bébé de huit livres.
Son père, Slim Phips Donovan, un grand diable roux d'Irlandais, est propriétaire d'une des plus belles plantations de coton de tout le Deep South. Amoureux fou de sa femme, de vingt ans sa cadette, il ne se remit jamais totalement de sa disparition. Il mourut les armes à la main en 1862, en tentant de défendre son domaine contre les troupes de l'Union pendant la guerre de Sécession.
Le jeune Mike, confié aux soins d'une nourrice noire affectueuse, Mammie Deborah, vécut l'enfance et la jeunesse dorée d'un fils de planteur, destiné à devenir un véritable gentilhomme du Sud. Très tôt, il apprit à se tenir sur un cheval, à nager dans les eaux de la Savannah, à chasser et à manier les armes à feu. Son éducation intellectuelle, par contre, apparaît comme nettement plus négligée : à douze ans, l'héritier de la plantation Donovan était encore presque analphabète… Conscient de ces lacunes, son père finit par l'inscrire dans un collège jésuite de Bourbon Street, à La Nouvelle-Orléans. Il apprit à lire, à écrire et à compter, et finit même par acquérir de sérieux rudiments d'histoire, de géographie, de sciences, de français, d'espagnol, ainsi qu'un vernis de bonnes manières. Le latin et les mathématiques, par contre, ne firent jamais partie de ses spécialités… C'est aussi dans les nuits moites de La Nouvelle-Orléans, sur ses quais battus par les flots du vieux Mississippi et dans ses bouges mal fréquentés que Mike S. Donovan apprit à jouer de ses poings et à battre les cartes en aidant un peu la chance au besoin.
L'année de ses seize ans, s'étant un peu trop attardé auprès d'une belle mulâtresse, il est chassé du collège, ce qui lui vaut une raclée mémorable de la part de son père. Durant les deux années suivantes, de retour à Red Wood, il s'initie aux travaux de la plantation et aux responsabilités qui seront un jour les siennes, tout en s'étourdissant dans le tourbillon de la vie mondaine qui est alors celle de la société privilégiée du vieux Sud.
Le destin va basculer pour Mike S. Donovan un jour d'avril 1861, quand il est accusé du meurtre sauvage de M. Tucker, le propriétaire d'une plantation voisine de Red Wood, avec qui il s'était disputé. Mike s'est toujours défendu de cette accusation, affirmant par la suite que le véritable coupable était le neveu de Tucker, un nommé Ronnie, qui aurait voulu ainsi s'approprier la plantation et gagner la main de la fille de Tucker, Harriet. Ronnie ayant perdu la vie dans les jours suivants, abattu selon plusieurs témoignages de la main même de Mike Donovan, la réalité des faits n'a jamais été complètement établie.

### Les années de guerre civile
Recherché pour meurtre, pourchassé, il gagne alors le Nord où, profitant de la guerre civile qui vient d'éclater, il s'engage dans l'armée de l'Union au sein de la 28e Compagnie de Volontaires de Pennsylvanie. Rapidement remarqué pour ses talents de cavalier, il passe très vite au 2e Corps de cavalerie du général Sheridan. Pour dissimuler ses origines, lorsqu'un soldat nordiste l'invite à rejoindre son armée, il regarde rapidement autour de lui, voit des myrtilles, et choisit le nom d'emprunt sous lequel il deviendra célèbre : Blueberry (c'est-à-dire myrtille en anglais).
Le parcours de Donovan-Blueberry est assez difficile à reconstituer pendant les 5 années de la guerre de Sécession (1861-1865). Il est certain qu'il combat durant tout le conflit dans les rangs de l'Union, ayant définitivement tourné le dos à son passé sudiste et esclavagiste. Il accomplit semble-t-il de nombreuses missions périlleuses, souvent au-delà des lignes ennemies et sans s'embarrasser de principes, n'hésitant pas à s'entourer de hors-la-loi et à endosser l'uniforme de l'adversaire, au mépris des lois de la guerre, lorsque l'efficacité l'exige. Mais les archives militaires de l'époque mentionnent aussi des accusations de trahison, et même une condamnation à mort, dont Blueberry est sorti blanchi à la fin de la guerre.
Il aurait joué un rôle dans la destruction du pont de Chattanooga, sur la Tennessee River, permettant ainsi l'offensive victorieuse des troupes de l'Union en Georgie, même si cet exploit a été par la suite contesté. Par contre, il semble acquis qu'il ait bien été à l'origine de l'évasion rocambolesque du général Dodge, fait prisonnier à la suite de la bataille de Chickamauga en septembre 1863, ce qui lui valut le grade de lieutenant, ainsi que la protection et l'amitié du général pendant toute la guerre et au-delà. Il s'est un temps spécialisé dans les raids en territoire sudiste, détruisant sans état d'âme le ravitaillement et les infrastructures de l'armée confédérée, ce qui paraît surprenant compte tenu de son passé et de ses antécédents familiaux. Il a aussi accompli des missions de renseignement, servi d'éclaireur aux colonnes infernales du général Sherman et combattu les irréguliers sudistes de Quantrill au Kansas. Fait prisonnier à plusieurs reprises, il s'évade et parvient à chaque fois à regagner ses lignes.

### Fort Navajo
Les activités de Blueberry dans les mois qui suivent l'armistice d'avril 1865 et la victoire de l'Union restent difficiles à reconstituer. Une première affectation à Fort Mescalero, aux confins de l'Arizona et du Nouveau-Mexique, se termine assez mal. C'est à cette occasion qu'il rencontre pour la première fois le chef apache Geronimo. C'est peut-être lui qui est ensuite signalé sur la frontière mexicaine, faisant le coup de feu contre les guerillas juaristes, ou encore en Alabama, où son nom est mêlé à l'une des premières affaires mentionnant le Ku Klux Klan. Il semble alors avoir été démobilisé.
Il réapparait au début de l'année 1867 près d'Augusta en Géorgie. Il tente de faire valoir ses droits sur Red Wood, la plantation familiale. Mais la guerre est passée par là : le vieux Donovan est mort en tentant de résister aux nordistes, les anciens esclaves noirs sont dispersés et le domaine a été confisqué et racheté à bas prix par un profiteur de guerre du nom de Bernie Budinglow. Par un bienheureux hasard, ce personnage assez malodorant est retrouvé mort, la tête fracassée par une balle, quelques jours après que Blueberry soit venu lui réclamer son bien. L'affaire est rondement menée, trop de gens ayant intérêt à se débarrasser de l'encombrant héritier de Red Wood : en quelques heures, Blueberry est jugé et condamné à la pendaison pour le meurtre de Bundinglow. La légende prétend qu'il avait déjà la corde au cou quand un messager hors d'haleine vint apporter le document officiel d'amnistie signé par le Président nouvellement élu, Ulysses S. Grant, et obtenu de haute lutte par le général Sherman. Gracié, Mike Blueberry est réintégré dans la cavalerie avec le grade de lieutenant, mais il est prié d'aller se faire oublier le plus loin possible dans les territoires sauvages de l'Ouest. En juin 1867, il est affecté à Fort-Navajo, un poste isolé aux confins de l'Arizona, au cœur du territoire apache. Il y commence une nouvelle carrière.
Au cours des années suivantes, Mike Blueberry participe aux différentes guerres indiennes que mène l'armée des États-Unis, en ayant une fâcheuse tendance à prendre le parti des indiens, ce qui ne lui attire pas que des sympathies en haut lieu. Dans les années 1867-1868, il joue un rôle fondamental dans la négociation des traités de paix avec Cochise, chef des Apaches Chiricahuas, ainsi que dans la capture de Chato, Apache renégat qui sème la terreur dans la région des Dragoon Mountains.
. Il est ensuite détaché, à la demande de son ancien chef, le général Dodge, auprès de la compagnie de chemin de fer Union Pacific, dans le nord, au Wyoming, pour tenter d'apaiser les tensions avec les indiens des plaines, Sioux et Cheyennes, dont le « cheval de fer » traverse les territoires. À la fin de l'année 1868, il participe à la fameuse campagne d'hiver contre les Sioux des Black Hills menée par le 7e de Cavalerie du général Allister. À la même époque, il fait souvent fonction de représentant de la loi dans de petites villes de l'ouest. Il est ainsi shérif de Silver-Creek, au Nouveau-Mexique, pendant quelques semaines à l'été 1868, et quelques mois après il est nommé, à la demande expresse du général Sherman, marshall de la ville de Heaven, en Arizona, où il démantèle un trafic d'armes. La rancune du général Allister l'exile aussi quelque temps à Palomito, toujours en Arizona, où il occupe le poste de marshal intérimaire.
C'est aussi à cette époque qu'il rencontre Jim MacClure(1809-1897), prospecteur d'or de son état, et Red Neck (1821-1901), un éclaireur de l'armée, qui deviendront par la suite ses compagnons d'aventure.
En 1869, le lieutenant Blueberry est jugé par une cour martiale et chassé de l'armée pour conduite ignominieuse. Il semble bien que ce procès n'ait été qu'un simulacre, organisé par l'armée elle-même pour permettre à Blueberry d'accomplir une mission secrète au Mexique. Il n'empêche que des avis de recherche promettant une récompense de 1 000 dollars américains pour sa capture ont été vus placardés dans plusieurs villes de la frontière à cette époque. La réalité des évènements au cours des mois suivants n'est pas bien établie, mais de nombreux témoignages concordants accusent Blueberry d'exactions graves perpétrées sur le territoire mexicain. Il semble notamment avoir causé la mort de plusieurs soldats réguliers de l'armée mexicaine, ainsi que celle, survenue dans des circonstances mal expliquées, du gouverneur de l'état de Chihuahua, le général Antonio Lopez.
Toujours est-il qu'à son retour aux États-Unis, à la fin de l'année 1869, Blueberry est à nouveau arrêté, accusé cette fois de trahison et d'avoir dérobé 500 000 dollars en or, constituant le trésor de guerre des Confédérés. Il est officiellement dégradé et condamné à 30 ans de réclusion au pénitencier militaire de Francisville, en Alabama.

### L'errance d'un hors-la-loi
Il ne va cependant y rester qu'un peu plus de six mois, car il profite d'un transfert en train vers Santa Fe pour s'évader et disparaître dans la nature: sa tête est désormais mise à prix pour 5 000 dollars.
Durant les trois années suivantes, les activités du hors-la-loi Blueberry sont bien difficiles à cerner. Il semble rejoindre pendant un temps la bande de pilleurs de trains de Tennessee Blake, et il est aussi suspecté d'être le tireur de Durango, lors d'une tentative d'assassinat du Président Grant au Colorado, ce qui fait grimper la récompense promise jusqu'à 50 000 dollars! Il sera cependant blanchi de cette accusation après la découverte de la conspiration montée par le général Allister.
Après avoir été brièvement capturé à Fort Bowie, en Arizona, Blueberry semble avoir passé les mois suivants réfugié au sein de la tribu Navajo du chef Vittorio. Il participe probablement à la Longue Marche qui mène le peuple navajo de la réserve de San Carlos, dans le nord de l'Arizona, jusqu'au Mexique, où certains témoins affirment l'avoir reconnu, avec ses compagnons Red Neck et McClure, parmi les proches d'un chef de bande surnommé El Tigre, qui écumait à l'époque les sierras autour de la ville de Chihuahua. Il semble ensuite avoir profité du changement de régime mexicain, à la mort du président Benito Juárez, pour obtenir des documents accréditant son innocence dans l'affaire du trésor confédéré, à l'origine de sa condamnation au bagne. Mais c'est surtout l'intervention du général Dodge, une fois de plus, qui permet la réhabilitation définitive de Mike S. Blueberry. En 1872, il est lavé de tous soupçons, mais refuse néanmoins de réintégrer l'armée.

### Le joueur de poker de Tombstone
On retrouve ensuite la trace de Blueberry dans la petite ville de Yuma, en Arizona, où il est à l'origine d'une fusillade, puis son passage est signalé dans différentes villes de la frontière comme Dodge City, Abilene et Denver. Il mène à cette époque l'existence d'un joueur de poker professionnel, fréquentant les saloons et jouant gros jeu. Il semble alors avoir tiré un trait sur son existence aventureuse.
Son passé le rattrape un jour de juillet 1881, à Tombstone, quand il reçoit trois balles dans le dos à la sortie du saloon Dunhill, qui le laisse plusieurs semaines entre la vie et la mort. C'est depuis son lit de souffrance qu'il commence à bâtir sa légende en entreprenant de raconter sa vie à un écrivain venu de l'est pour documenter l'histoire magnifiée des héros du Far West.
La suite est incertaine. Blueberry a probablement côtoyé Wild Bill Hickok à l'époque de La Longue Marche des Navajos ; il a connu Wyatt Earp et Doc Holliday à Tombstone en 1881, même s'il n'a pas participé directement à la fusillade d'O.K. Corral. Mais il n'y a aucune preuve qu'il ait aussi été familier, comme il l'a prétendu, avec Buffalo Bill, Billy the Kid et Calamity Jane. Il apparaît peut-être sur une photographie de 1913, qui le représente aux côtés de Pancho Villa en pleine révolution mexicaine. Il aurait eu alors près de 70 ans.
Mike Blueberry est mort nonagénaire, le 5 décembre 1933, à Chicago.

## Blueberry et les femmes
Célibataire endurci, Blueberry semble avoir un problème avec les femmes. Pourtant, elles sont présentes dans la série, avec des rôles plus ou moins importants, des personnalités plus ou moins marquées. Mais Jean-Michel Charlier a souvent expliqué qu'à l'époque des premiers albums de Blueberry, dans les années 1960, les comités de censure veillaient à ce que les personnages féminins de BD n'aient pas plus d'intimité avec les héros qu'un frère et une sœur.
Dans Fort Navajo et les albums suivants du cycle, les deux seuls personnages féminins (la sœur et la fille du colonel Dickson) apparaissent comme très secondaires et conventionnels. Dans L'Homme à l'étoile d'argent, Katie Marsh a déjà un peu plus de consistance : décidée, ferme de caractère, un peu « garçon manqué », elle donne une leçon de courage aux hommes de Silver Creek. Blueberry la traite comme une gamine, paternaliste et moqueur : elle n'en tombe pas moins amoureuse de lui et déclare à la fin de l'album : « Mike... je t'attendrai ! ». L'héroïne suivante, dans l'ordre chronologique de l'histoire, est Tess Bonaventura, qui tranche nettement par son aspect moderne et résolument féministe, au point même de paraître assez artificiel et anachronique. Le scénario n'hésite pas à lui faire partager le lit de Blueberry, le dessinateur allant même jusqu'à la représenter seins nus, ce qui est impensable dans le contexte des albums précédents. Mais il est vrai que les deux albums où elle apparaît font partie d'un autre cycle, publié à une autre époque.
Avec le cycle sur le trésor confédéré apparaît le personnage féminin le plus remarquable de toute la série : Chihuahua Pearl, qui occupe une position centrale dans l'histoire. Aventurière décidée, intelligente et sans scrupule, sachant jouer des atouts de sa féminité, son objectif est de faire fortune à n'importe quel prix. Elle est le seul amour de Blueberry, qui pourtant la laissera partir pour épouser un riche homme d'affaires: elle cherche la sécurité et la vie fortunée, ce que ne peut lui offrir Blueberry. C'est aussi ce personnage qui marque une révolution dans la série : à la page 22 de l'album Arizona love (paru en 1990) apparaît le premier nu des aventures de Blueberry. Chihuahua Pearl vient de passer une nuit d'amour avec l'ex-lieutenant. Il lui donne une forte somme d'argent, sa part. Blueberry pense naïvement se ranger avec elle dans un ranch; Chihuahua ne voit pas les choses du même œil; au lieu d'en parler avec lui, elle s'enfuit pendant son sommeil en lui volant son argent. Finalement ils se séparent bons amis, Blueberry ayant partagé en deux sa fortune.
Enfin, dans la série "Mister Blueberry", Blueberry, une nouvelle fois gravement blessé, trouve en la personne de la chanteuse de saloon Doree Malone une infirmière qui semble s'attacher à lui et à qui il n'est pas insensible. La dernière planche de Dust les voit attablés avec les héros vainqueurs et Doree appelle Blueberry "Darling".

## Ennemis
Blueberry s'est fait de nombreux ennemis tout au long de ses aventures. En voici quelques-uns, parmi les plus notables.
Dans la série La jeunesse de Blueberry, qui relate ses aventures pendant la guerre de Sécession, ses adversaires les plus acharnés sont :
- Bowman, un esclavagiste[44], voleur et assassin[45]. Leur affrontement s'étend sur 4 albums : La Poursuite impitoyable, Trois hommes pour Atlanta, Le Prix du sang et La Piste des maudits.
- Eleonore Mitchell, une ancienne agente d'Allan Pinkerton, chef des services secrets de l'Union. Ils se rencontrent dans La Solution Pinkerton et deviennent ennemis par la suite, dans Dernier train pour Washington et Il faut tuer Lincoln.
- Lewis Norton, un ami d'enfance de Blueberry à qui il n'a jamais pardonné son passage chez les Nordistes. Blueberry refuse néanmoins de le tuer en souvenir de leur amitié. Ils s'affrontent dans 3 albums : La jeunesse de Blueberry, Un Yankee nommé Blueberry et Trois hommes pour Atlanta.

Dans les albums de la série principale, Blueberry affronte des bandits sans scrupules qui suivent leur propre moralité douteuse :
- Quanah « n'a qu'un œil », surnom donné par les Blancs à un guerrier Apache qui souhaite ardemment la guerre avec les visages pâles. Il apparaît pour la première fois dans L'Aigle solitaire.
- Jethro Steelfingers, qui apparaît pour la première fois dans Le Cheval de fer. Leur affrontement se développe dans L'Homme au poing d'acier et dans La Piste des Sioux. Il finira massacré par les Indiens, et sa main artificielle en acier ornera comme trophée le cou du chef Sitting Bull[46].
- Le général Allister, un militaire américain arriviste et borné. Il apparaît pour la première fois dans La Piste des Sioux. Après l'avoir affronté dans l'album suivant, Général “Tête Jaune”, Blueberry le rencontrera à nouveau, plusieurs années après, dans Le Bout de la piste .
- "Prosit" Luckner, faux baron prussien, escroc, beau-parleur et assassin sans scrupules. Il est présent dans les albums La Mine de l'Allemand perdu et Le Spectre aux balles d'or, cycle qui présente aussi deux tueurs à gage, Cole et Wally.
- Vigo, un officier mexicain qui porte le grade de comandante durant le cycle du trésor des Confédérés. Il apparaît pour la première fois dans Chihuahua Pearl[47] et s'oppose à Blueberry dans les albums suivants, L'Homme qui valait 500 000 $ et Ballade pour un cercueil. Ils s'affrontent à nouveau dans La Dernière Carte, alors que Vigo est devenu entretemps gouverneur de l'État de Chihuahua au Mexique.
- Finlay et sa bande de jayhawkers, d'anciens soldats sudistes qui n'ont jamais accepté la défaite et sont devenus hors-la-loi. Dans Le Cavalier perdu et La Piste des Navajos, ils sont des « alliés objectifs » de Blueberry, mais deviennent des ennemis acharnés durant tout le cycle du trésor confédéré (Chihuahua Pearl, L'Homme qui valait 500 000 $ et Ballade pour un cercueil).
- Angel Face, jeune tueur à gage féroce malgré son visage d'ange. Tireur d'élite jouant les maladroits. Il apparaît dans Le Hors-la-loi et l'album suivant, Angel Face, s'achève par une bagarre entre lui et Blueberry qui laisse Angel défiguré (brûlé par la chaudière d'une locomotive qui finit par exploser). Les deux adversaires se retrouveront une dernière fois dans Le Bout de la piste.
- Gedeon « Eggskull » O'Bannion, traqueur d'Indiens acharné depuis que sa famille a été massacrée et lui-même scalpé par les Apaches (Nez Cassé). Il piste impitoyablement la tribu navajo au sein de laquelle s'est réfugié Blueberry à l'aide de ses molosses, Gog et Magog, pendant les 2 albums suivants, La Longue Marche et La Tribu fantôme.
- Johnny Ringo, encore un tueur professionnel qui apparaît dans Geronimo l'Apache et qui se révèle un dangereux psychopathe dans les albums suivants, O.K. Corral et Dust.

## Alliés
Les amis et les alliés de Blueberry sont tout aussi nombreux. Parmi les principaux, récurrents dans ses aventures :
- Dans le cycle sur la jeunesse de Blueberry, ses deux principaux alliés sont le sergent Grayson, un militaire nordiste d'origine indienne [48] qui accompagne Blueberry dans ses aventures à partir du Raid infernal jusqu'au Sentier des larmes, et Homer, un autre militaire nordiste noir[49] qui seconde Blueberry à partir de La Poursuite impitoyable jusqu'à La Sirène de Veracruz.
- Le général Dodge[50], officier supérieur pendant la guerre de Sécession, Blueberry l'a sauvé dans Cavalier bleu. Devenu homme d'affaires après la guerre, il lui conserve son amitié et sa confiance. Dans Le Cheval de fer, il déclare à son propos : c'est « [une] tête brûlée, mais un homme remarquable[51] ».
- Jim MacClure, un vieux prospecteur d'argent, alcoolique[52], qui vagabonde depuis 40 ans sur la frontière et qui devient, à partir de l'album Le Cavalier perdu, un des plus fidèles compagnons d'aventure de Blueberry.

- Red Neck Wooley, coureur de piste et éclaireur pour l'armée que Blueberry rencontre dans Le Cheval de fer. Avec son complice MacClure, ils forment un duo haut en couleur et deviennent des personnages récurrents de la série principale.

### La Jeunesse de Blueberry
Cycle du Traître du sud
- Jean-Michel Charlier et Jean Giraud, La Jeunesse de Blueberry, Dargaud, 1975, 48 p. (ISBN 978-2-205-04484-3)
- Jean-Michel Charlier et Jean Giraud, Un Yankee nommé Blueberry, Paris/Barcelone/Bruxelles... etc., Dargaud, 1978, 48 p. (ISBN 2-205-05215-2)

Cycle du Ferroviaire
- François Corteggiani, Colin Wilson et Janet Gale, La Poursuite impitoyable, Dargaud, 2000, 48 p. (ISBN 978-2-205-05480-4)

Cycle d'Atlanta
- François Corteggiani, Colin Wilson et Janet Gale, Trois hommes pour Atlanta, Dargaud, 2000, 48 p. (ISBN 978-2-205-05068-4)
- François Corteggiani, Colin Wilson et Janet Gale, Le Prix du sang, Paris/Barcelone/Bruxelles... etc., Dargaud, 2000, 48 p. (ISBN 2-205-05039-7)

Cycle des complots divers
- François Corteggiani, Michel Blanc-Dumont et Claudine Blanc-Dumont, La Solution Pinkerton, Paris/Barcelone/Bruxelles etc, Dargaud, 1998, 48 p. (ISBN 2-205-04518-0)
- François Corteggiani, Michel Blanc-Dumont et Claudine Blanc-Dumont, La Piste des maudits, Paris/Barcelone/Bruxelles etc, Dargaud, 2000, 64 p. (ISBN 2-205-04851-1)

(Hors cycles)
- François Corteggiani, Michel Blanc-Dumont et Claudine Blanc-Dumont, Le Sentier des larmes, Dargaud, 2008, 48 p. (ISBN 978-2-205-05844-4 et 2-205-05844-4)

### Marshal Blueberry
- Jean Giraud, William Vance et Petra, Sur ordre de Washington, Dargaud, 1995, 52 p. (ISBN 978-2-205-05050-9)
- Jean Giraud, William Vance, Thierry Smolderen et Petra, Mission Sherman, Dargaud, 1998, 52 p. (ISBN 978-2-205-05063-9)
- titre Marshall Blueberry - 3. Frontière sanglante Texte de Jean Giraud Dessin de Michel Rouge Couleur de Scarlett Smulkowski Dargaud éditeur Dépôt légal: juin 2000 - Imprimé en France  (ISBN 2-205-04277-7)

### Blueberry
Cycle des premières guerres indiennes
- Jean-Michel Charlier et Jean Giraud, Fort Navajo, Paris, Dargaud, 1965, 48 p. (ISBN 2-205-04212-2)
- Jean-Michel Charlier et Jean Giraud, Tonnerre à l'ouest, Paris, Dargaud, 1966, 48 p. (ISBN 2-205-00171-X et 978-2205042139)
- Jean-Michel Charlier et Jean Giraud, L'Aigle solitaire, Dargaud, 1967, 48 p. (ISBN 2-205-04331-5)
- Jean-Michel Charlier et Jean Giraud, Le Cavalier perdu, Dargaud, 1968, 48 p. (ISBN 2-205-04332-3)
- Jean-Michel Charlier et Jean Giraud, La Piste des Navajos, Dargaud, 1996, 48 p. (ISBN 2-205-04333-1)

Album hors cycle
- Jean-Michel Charlier et Jean Giraud, L'Homme à l'étoile d'argent, 1969, 48 p. (ISBN 978-2-205-04334-1)

Cycle du cheval de fer
- Jean-Michel Charlier et Jean Giraud, Le Cheval de fer, Dargaud, 1970, 48 p. (ISBN 2-205-04335-8)
- Jean-Michel Charlier et Jean Giraud, L'Homme au poing d'acier, Dargaud, 1970, 48 p. (ISBN 978-2-205-04336-5)
- Jean-Michel Charlier et Jean Giraud, La Piste des Sioux, Dargaud, 1971, 48 p. (ISBN 2-205-04337-4)
- Jean-Michel Charlier et Jean Giraud, Général “Tête Jaune”, Dargaud, 1971, 48 p. (ISBN 2-205-04338-2)

Cycle de l'or de la Sierra
- Jean-Michel Charlier et Jean Giraud, La Mine de l'Allemand perdu, Dargaud, 1972, 48 p. (ISBN 978-2-205-04339-6)
- Jean-Michel Charlier et Jean Giraud, Le Spectre aux balles d'or, Dargaud, 1972, 54 p. (ISBN 978-2-205-04340-2)

Cycle du trésor des Confédérés
- Jean-Michel Charlier et Jean Giraud, Chihuahua Pearl, Dargaud, 1973, 48 p. (ISBN 978-2-205-04341-9)
- Jean-Michel Charlier et Jean Giraud, L'Homme qui valait 500 000 $, Dargaud, 1973, 48 p. (ISBN 978-2-205-04342-6)

Cycle du complot contre Grant
- Jean-Michel Charlier (scénario) et Jean Giraud (dessin), Le Hors-la-loi, Dargaud, 1974, 48 p. (ISBN 2-205-04344-7)
- Jean-Michel Charlier (scénario) et Jean Giraud (dessin), Angel Face, Paris, Dargaud, 1975, 46 p. (ISBN 978-2-205-04345-7)